# You're sixteen
You're sixteen is een liedje geschreven door The Sherman Brothers bestaande uit Robert B. Sherman en Richard M. Sherman. Zelf hadden ze er geen groot succes mee.

## Johnny Burnette
Johnny Burnette nam het op en bracht het in 1960 uit. Hij nam het op voor zijn eerste langspeelplaat Johnny Burnette en bracht You're sixteen als single uit. Het werd een grote hit in de Verenigde Staten (hoogste notering plaats nummer 8 in de Billboard Hot 100 en het Verenigd Koninkrijk. Nederlandse en Belgische gegevens zijn niet bekend, er waren daar nog geen hitparades. Deze versie is te horen in de film American Graffiti uit 1963.

## Ringo Starr
Een volgend succes werd gehaald door ex-Beatle Ringo Starr. Hij nam het in 1973 op voor zijn album Ringo en bracht het ook uit als single. Starr (zang, drums), Vini Poncia, Jimmy Calvert (gitaar), Nicky Hopkins (piano), Klaus Voormann (basgitaar), Harry Nilsson (achtergrondzang), Paul McCartney (kazoo) en Linda McCartney (achtergrondzang) zijn te horen op dit plaatje. Deze single haalde de hitparades van het Verenigd Koninkrijk, Nederland en België. Het werd ook een nieuwe voltreffer in de Verenigde Staten met een eerste plaats in de Billboard Hot 100.

### Hitnoteringen

#### Nederlandse Top 40
| Hitnotering: 23-02-1974 t/m 30-03-1974 | Hitnotering: 23-02-1974 t/m 30-03-1974 | Hitnotering: 23-02-1974 t/m 30-03-1974 | Hitnotering: 23-02-1974 t/m 30-03-1974 | Hitnotering: 23-02-1974 t/m 30-03-1974 | Hitnotering: 23-02-1974 t/m 30-03-1974 | Hitnotering: 23-02-1974 t/m 30-03-1974 | Hitnotering: 23-02-1974 t/m 30-03-1974 |
| Week:                                  | 1                                      | 2                                      | 3                                      | 4                                      | 5                                      | 6                                      |                                        |
| -------------------------------------- | -------------------------------------- | -------------------------------------- | -------------------------------------- | -------------------------------------- | -------------------------------------- | -------------------------------------- | -------------------------------------- |
| Positie:                               | 28                                     | 13                                     | 8                                      | 9                                      | 19                                     | 37                                     | uit                                    |

#### NederlandseSingle Top 100
| Hitnotering: 23-02-1974 t/m 23-03-1974 | Hitnotering: 23-02-1974 t/m 23-03-1974 | Hitnotering: 23-02-1974 t/m 23-03-1974 | Hitnotering: 23-02-1974 t/m 23-03-1974 | Hitnotering: 23-02-1974 t/m 23-03-1974 | Hitnotering: 23-02-1974 t/m 23-03-1974 | Hitnotering: 23-02-1974 t/m 23-03-1974 |
| Week:                                  | 1                                      | 2                                      | 3                                      | 4                                      | 5                                      |                                        |
| -------------------------------------- | -------------------------------------- | -------------------------------------- | -------------------------------------- | -------------------------------------- | -------------------------------------- | -------------------------------------- |
| Positie:                               | 24                                     | 13                                     | 6                                      | 6                                      | 18                                     | uit                                    |

#### VlaamseRadio 2 Top 30
| Hitnotering: 09-03-1974 t/m 04-05-1974 | Hitnotering: 09-03-1974 t/m 04-05-1974 | Hitnotering: 09-03-1974 t/m 04-05-1974 | Hitnotering: 09-03-1974 t/m 04-05-1974 | Hitnotering: 09-03-1974 t/m 04-05-1974 | Hitnotering: 09-03-1974 t/m 04-05-1974 | Hitnotering: 09-03-1974 t/m 04-05-1974 | Hitnotering: 09-03-1974 t/m 04-05-1974 | Hitnotering: 09-03-1974 t/m 04-05-1974 | Hitnotering: 09-03-1974 t/m 04-05-1974 | Hitnotering: 09-03-1974 t/m 04-05-1974 |
| Week:                                  | 1                                      | 2                                      | 3                                      | 4                                      | 5                                      | 6                                      | 7                                      | 8                                      | 9                                      |                                        |
| -------------------------------------- | -------------------------------------- | -------------------------------------- | -------------------------------------- | -------------------------------------- | -------------------------------------- | -------------------------------------- | -------------------------------------- | -------------------------------------- | -------------------------------------- | -------------------------------------- |
| Positie:                               | 21                                     | 9                                      | 18                                     | 5                                      | 7                                      | 9                                      | 14                                     | 24                                     | 18                                     | uit                                    |

### Britse single top 50
| Hitnotering: 23-2-1974 t/m 3-5-1974 | Hitnotering: 23-2-1974 t/m 3-5-1974 | Hitnotering: 23-2-1974 t/m 3-5-1974 | Hitnotering: 23-2-1974 t/m 3-5-1974 | Hitnotering: 23-2-1974 t/m 3-5-1974 | Hitnotering: 23-2-1974 t/m 3-5-1974 | Hitnotering: 23-2-1974 t/m 3-5-1974 | Hitnotering: 23-2-1974 t/m 3-5-1974 | Hitnotering: 23-2-1974 t/m 3-5-1974 | Hitnotering: 23-2-1974 t/m 3-5-1974 | Hitnotering: 23-2-1974 t/m 3-5-1974 | Hitnotering: 23-2-1974 t/m 3-5-1974 | Hitnotering: 23-2-1974 t/m 3-5-1974 |
| Week:                               | 1                                   | 2                                   | 3                                   | 4                                   | 5                                   | 6                                   | 7                                   | 8                                   | 9                                   | 10                                  | 11                                  |                                     |
| ----------------------------------- | ----------------------------------- | ----------------------------------- | ----------------------------------- | ----------------------------------- | ----------------------------------- | ----------------------------------- | ----------------------------------- | ----------------------------------- | ----------------------------------- | ----------------------------------- | ----------------------------------- | ----------------------------------- |
| Positie:                            | 15                                  | 7                                   | 4                                   | 5                                   | 4                                   | 7                                   | 12                                  | 12                                  | 25                                  | 29                                  | 34                                  | uit                                 |

## Overige covers
De titel leende zich uitstekend voor enige aanpassing:
- Frenzal Rhomb met She's sixty, she's beautiful and she's mine (punk-versie).
- Paul Kelly met You're 39, you're beautiful and you're mine (folk-versie).
- Cold Chisel met You're thirteen, you're beautiful and you're mine (pubrock-versie).